# Psathyropus bimaculata
Psathyropus bimaculata is een hooiwagen uit de familie Sclerosomatidae.